# Tikitiklip
Tikitiklip es un microprograma infantil chileno creado por la productora audiovisual Ojitos Producciones, con diseño y dirección de Alejandra Egaña y Paz Puga, que combina música original de los compositores Miranda y Tobar y animación realizada con elementos típicos de la artesanía chilena y latinoamericana. Consta de dos versiones: Tikitiklip con elenco artesanal, serie de doce capítulos de 2 a 3 minutos de duración, y Tikitiklip precolombino, que comprende 13 capítulos de aproximadamente cinco minutos cada uno.
El nombre del programa proviene de una fusión de las palabras "tiqui tiqui ti", expresión popular del folclor chileno, y "clip", por videoclip.

## Tikitiklip con elenco artesanal
Tikitiklip con elenco artesanal es una serie de doce videoclips animados con diferentes elementos de la artesanía tradicional chilena, cada uno de aproximadamente tres minutos de duración. 
Las historias están basadas en el trabajo creativo musical de Charo Cofré, en las letras de la escritora infantil chilena María de la Luz Uribe del año 1972 (álbum Tolín, tolín, tolán) y que volvieron a reeditar 30 años después para este programa, Tikitiklip, el dúo Miranda y Tobar.  
- Arrurrú

- Barco en el puerto:

En el puerto de Valparaíso, un pequeño niño ve cómo un barco que se acerca se hace más y más enorme. 
Arpilleras de tela de Melipilla, Chile.
Créditos: 
Una producción de Ojitos Producciones
Dirección y diseño de Alejandra Egaña y Paz Puga
Letra de María de la Luz Uribe
Artesanías de Soledad Muñoz y Myriam Flores
Música de Miranda y Tobar
Voz de Constanza Lüer
- Don Crispín :

Don Crispín va a la plaza del Pim-pim con un misterioso maletín.
Cerámica de Talagante y bordados de Lihueimo, Chile.
Créditos: 
Una producción de Ojitos Producciones
Dirección y diseño de Alejandra Egaña y Paz Puga
Letra de María de la Luz Uribe
Cerámica de María Luisa y Olga Díaz Jorquera
Música de Miranda y Tobar
Voz de Víctor Flores
Stop Motion de Paz Abascal y Beto Moreno. 
- El soldado Trifaldón
- Quita y Pon con la piel de gallina
- Quita y Pon con un hilo de voz
- El rey de papel
- Los gorrioncitos
- La señorita aseñorada
- Tolín tolín tolán
- El tonto Perico
- Viaje a Concepción

## Tikitiklip precolombino
Tikitiklip precolombino es una serie de trece historias animadas, cada una de cinco minutos de duración, realizadas con piezas del arte de las distintas culturas de la América precolombina, pertenecientes a la colección del Museo Chileno de Arte Precolombino. 
Cada capítulo consta de una introducción en la que un arqueólogo le enseña a su curiosa hija, Inés, distintas piezas del museo, a partir de las cuales la niña va imaginando diversas aventuras al ritmo de la música. Estas historias están escritas en su mayoría por Anna Witte basadas en guiones de Alejandra Egaña y Paz Puga, aunque también por Juana Puga y Sebastián Silva/Pedro Peirano. La música es original de Miranda y Tobar y las canciones son interpretadas entre otros por la ex Supernova Elisa Montes, Gepe, Ismael Oddó,  Manuel García y Kevin Johansen.
- Cara de chapulín
- Colibrí y la lluvia
- Sapo feo
- El jilakata y la llamita
- Pelícano rey
- El jugador de la pelota
- Niño Samik
- Nucci, Mané y Tilán
- Poki y Taki
- El secreto
- Noche negra
- El astrónomo y Sacnité
- Las coplas del búho